# Mesochorus cholulaensis
Mesochorus cholulaensis là một loài tò vò trong họ Ichneumonidae.